# Idmonea tortuosa
Idmonea tortuosa är en mossdjursart som beskrevs av James Barrie Kirkpatrick 1888. Idmonea tortuosa ingår i släktet Idmonea och familjen Idmoneidae. Inga underarter finns listade i Catalogue of Life.